# Papel de gelatina
O papel de gelatina, tecnicamente conhecido como papel de gelatina e prata, é o papel utilizado na técnica de impressão de foto inventada por Peter Mawdsley em 1873. Consiste numa camada adesiva de gelatina transparente que fixa os sais de prata no papel. Produzido industrialmente a partir de 1880, foi um dos fatores que ajudaram na popularização da fotografia em larga escala.